# Кфар-Маас
Кфар-Ма́ас (ивр. כפר מעש‎) — мошав в Израиле в составе регионального совета Дром-ха-Шарон. Мошав расположен к югу от Петах-Тиквы на границе долины Оно, к югу от шоссе 471 (Маккабит), отделяющего его от Петах-Тиквы, в непосредственной близости к мошаву Гат-Римон и городу Ганей-Тиква.

## История
Мошав был основан в рамках плана «Поселение тысячи» в 1934 году на участке земли площадью 900 дунамов, принадлежащем Еврейскому национальному фонду. Во-первых, ещё до основания поселения этот район обрабатывался совместно группой из Петах-Тиквы, называемой «Бе-хадрага» («Постепенно») (названной так из-за того, что основание поселения для группы происходило медленно и постепенно) и группой под названием «Ха-Йовель» («Юбилей») организации «Бней Биньямин» (названной так из-за того, что год создания группы — 1928 — приходился на юбилей учреждения Петах-Тиквы, из которой происходили члены группы). 120 дунамов земли, предназначенных для мошава, принадлежали фермерам Петах-Тиквы и были переданы в дар группе «Ха-Йовель». Было решено, что Еврейский национальный фонд выкупит дополнительную землю поблизости, и вся земля будет принадлежать фонду. Часть территории была передана организации «Бе-хадрага».
18 апреля 1934 года группа «Ха-Йовель» начала создание мошава на совместно отрабатываемом участке без согласия группы «Бе-хадрага». Между двумя группами вспыхнул конфликт. В конечном счёте территория была разделена согласно изначальному плану Еврейского национального фонда, и в январе 1935 года был основан поселок группы «Бе-хадрага». В 1939 году на 43 фермах поселка «Бе-хадрага» проживало 188 жителей.
После создания государства два поселения были объединены в один мошав под названием «Кфар-Маас». Мошаву были выделены дополнительные земли, в прошлом относящиеся к близлежащему арабскому селению Иехудия (Аббасия), которое было заброшено в 1948 году. Название «Кфар-Маас» названо в честь «Организации Маас», которая также основала близлежащий мошав Кфар-Азар. По одной из версий, название Маас является аббревиатурой от «Кооперативный мошав рабочих» (מושב עובדים שיתופי).
Первой фермой, построенной в мошаве, была ферма Гольдштейнов, принадлежавшая семья фермеров, которые до сих пор выращивают цитрусовые в садах мошава, среди первых поселенцев была и семья поэта Натана Йонатана, где он также провел свое детство. Одной из его известных жительниц была писательница Двора Омер.

## Население
По данным Центрального статистического бюро Израиля, население на начало 2020 года составляло 864 человека.